# 施惠
施惠（？—？），字君美，中国元朝末年明朝初年南曲戏剧家。著作有《幽闺记》等。有人认为《水浒传》作者施耐庵即施惠。如無名氏《傳奇會考標目》：「施耐庵，名惠，字君承，杭州人。」